# Juan Manuel Morales Alonso
Juan Manuel Morales Alonso (Madrid, 10 de julio de 1967) es un economista y directivo español. Es presidente de Eurocommerce, organización que representa a minoristas y mayoristas en Europa, desde 2021. Ha sido director general del grupo IFA durante trece años, hasta finales de 2024.

## Biografía

### Formación
Morales es licenciado en Ciencias Económicas y Empresariales por la Universidad Complutense de Madrid. 

### Trayectoria profesional
Ha trabajado en diferentes grupos empresariales como Nielsen Holdings (1990), «The Coca-Cola Company» en España, Portugal (1996) y Polonia (2006) como director general, Grupo Osborne (2008), como director general de la división de aguas y zumos; y  Grupo IFA (2011) como director general. Es presidente de EuroCommerce, cargo para el que fue elegido en 2021 y reelegido en 2024 hasta 2027.
En 2024, Morales presentó su candidatura a la presidencia de la Real Federación Española de Fútbol, retirándola poco después por falta de los avales necesarios.

## Reconocimientos
- Premio Dirigente del Año en el ámbito de la Distribución por la Revista ARAL (2015).[6]
- En 2023 la revista Forbes le incluyó en la lista de los cien mejores directores generales de España.[7]